# George Coleman De Kay
George Coleman de Kay (Nueva York, 5 de marzo de 1802-Nueva York, 31 de enero de 1849) fue un marino estadounidense que sirvió en la Armada Argentina durante la Guerra del Brasil alcanzando el grado de comodoro.

## Biografía
George Coleman de Kay nació en Nueva York el 5 de marzo de 1802, hijo del capitán George De Kay, estadounidense de ascendencia holandesa, hijo a su vez del alcalde George de Kay y descendiente del mercader holandés William de Key, primer fiscal y tesorero de los Nuevos Países Bajos (1641), y de Katherine Coleman, irlandesa nativa de Cork.
Su padre había sido enviado por la Armada de los Estados Unidos a Portugal en 1775. Afincado en Lisboa, adquirió un buque con el que se dedicó al comercio con las Indias haciendo una fortuna considerable. Conoció a Katherine Coleman en un baile en Lisboa y contrajeron matrimonio. En 1794 los De Kay dejaron Portugal con su pequeño hijo James Ellsworth De Kay, arribando a Scarsdale, Nueva York, ciudad donde nació su segundo hijo.
Apenas nacer quedó huérfano. Desde pequeño se interesaba más por la carrera de marino que por seguir los estudios según los planes de sus padres. Después de cursar sus estudios primarios en su ciudad, sus tutores lo alejaron del puerto enviándolo a la escuela del reverendo Smith en Durham (Connecticut), tras lo que completó su educación básica "bajo la dirección de un caballero de gran ciencia" en Morristown, Nueva Jersey. No obstante, a temprana edad huyó de sus tutores para convertirse finalmente en marinero.
Comenzó a navegar como grumete en el Ajax, buque con matrícula de Nueva York al mando del capitán Hubbel. En el bergantín Merced hizo un viaje a España. En Tarragona y Reus, en el Mar Mediterráneo, tomó parte activa en el sitio puesto por los franceses, después de lo cual navegó a Veracruz, hallándose en el bloqueo de San Juan de Ulúa.

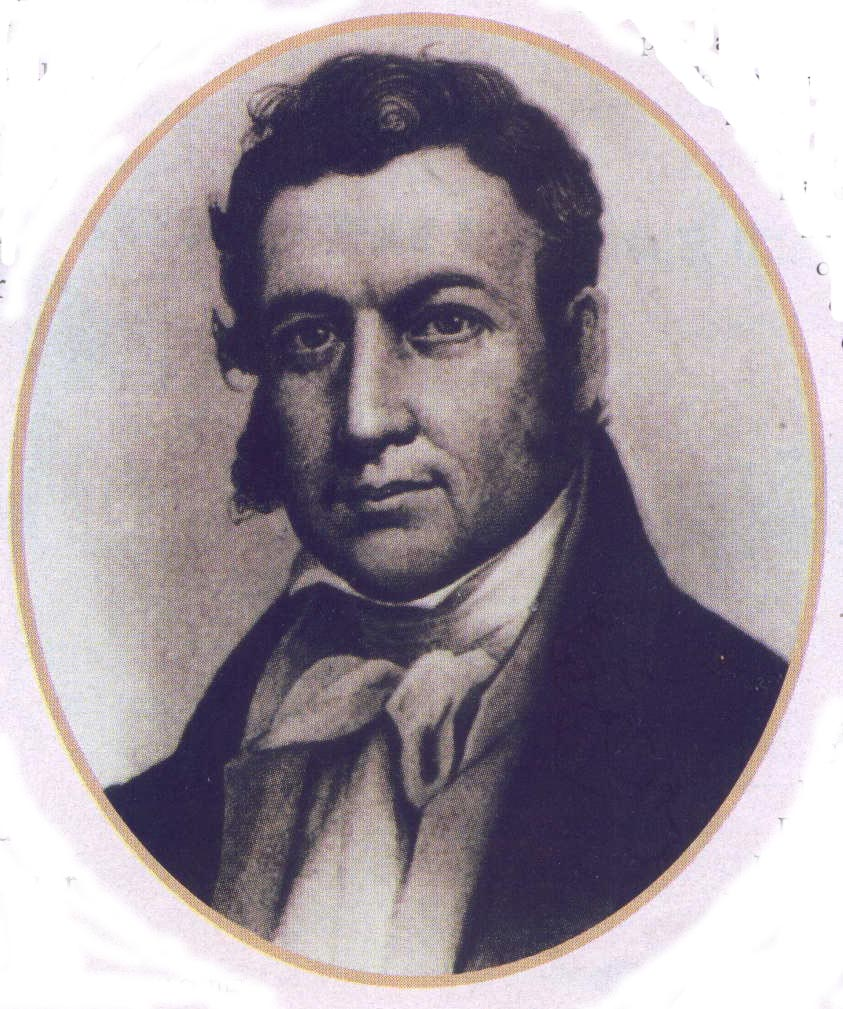
Henry Eckford

Navegó un tiempo en el Mar de las Antillas, tras lo que regresó a los Estados Unidos, reencontrándose con su hermano mayor quien en 1821 había casado con Janet Eckford, hija del arquitecto naval Henry Eckford (1775-†1832)).
Al quedar huérfano, James Ellsworth De Kay tenía sólo 10 años de edad. Su padre le dejó una pensión anual de $3000 (el equivalente a seis sueldos de obrero de la época) con lo que pudo completar sus estudios básicos y en 1807 ingresar en la Universidad Yale, que abandonó en 1812 sin graduarse. Marchó a Escocia, donde en 1818 ingresó en la Universidad de Edimburgo graduándose el siguiente año como doctor en medicina, tras lo que había regresado a su patria y conocido a su futura mujer.
Henry Eckford, reconociendo la experiencia del joven marino, decidió confiarle el alistamiento y traslado de buques destinados a las nuevas naciones sudamericanas.
George de Kay se embarcó en 1824 como segundo oficial de la corbeta General Brown que zarpaba de Nueva York rumbo a Europa. Luego de tocar Gibraltar, salió para el Océano Pacífico llegando al Callao cuyos castillos ocupados por el general Rodil estaban sitiados por los patriotas. La corbeta fue detenida y embargada por las autoridades españolas y en tanto se sustentaba el juicio, De Kay participaba de las luchas en las filas patriotas.
Con la goleta Rick se dirigió entonces a Guayaquil, y atravesando del istmo de Panamá embarcó en un bergantín de guerra inglés con el que siguió a Jamaica, donde enfermó de fiebre amarilla.
Regresó a su patria y le fue confiado en Baltimore el alistamiento de la fragata Colombia, construida para el gobierno de dicho país y que condujo a Cartagena.

### Guerra del Brasil

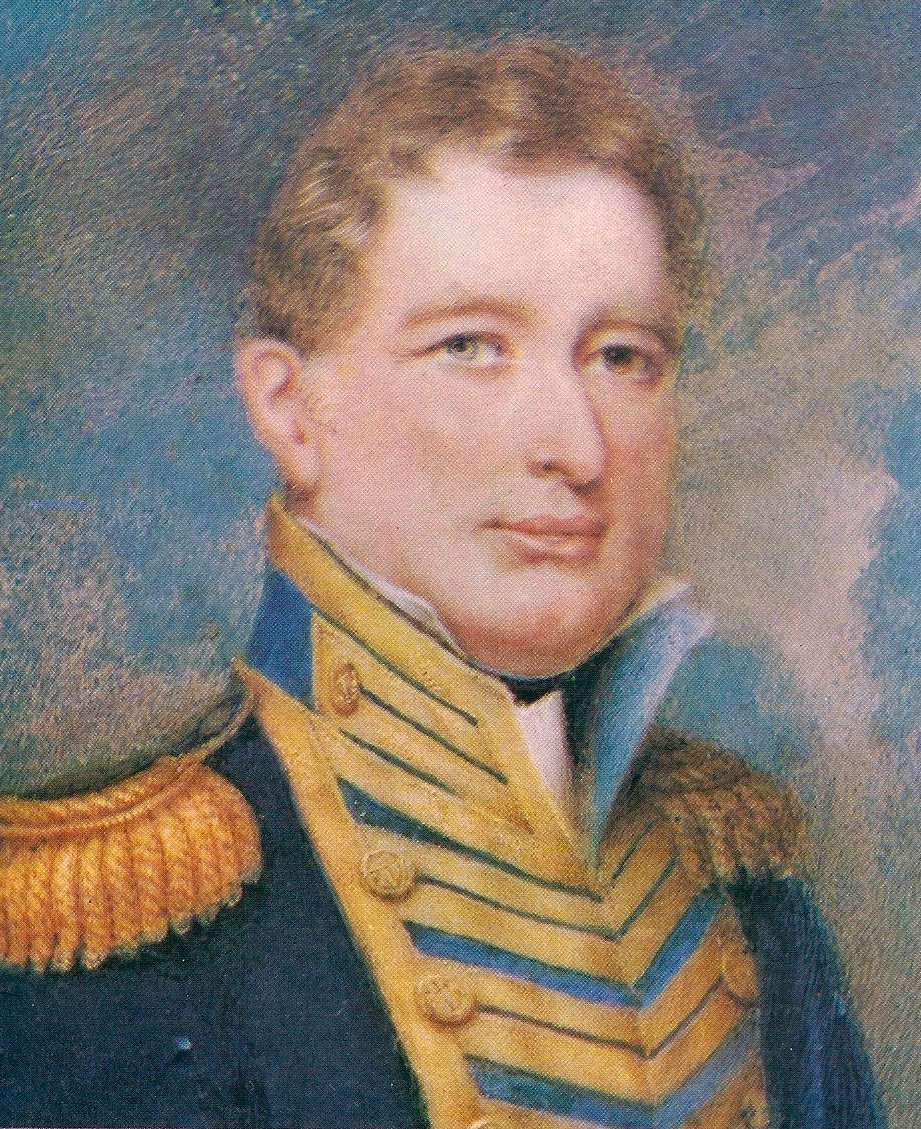
Guillermo Brown

En 1825 fue encargado de alistar y trasladar la Sudamérica, gemela de la Colombia, construida para el Imperio del Brasil, que condujo en 1825 a Río de Janeiro.
Tuvo con ese motivo algunas entrevistas con el emperador, en una de las cuales fue tratado con grave descortesía por lo cual abandonó ese país dirigiéndose al Río de la Plata en la goleta estadounidense Boston.
Llegó a Montevideo, en poder de las fuerzas brasileras, y se trasladó a la ciudad de Buenos Aires donde ofreció sus servicios al comandante de la Armada Argentina Guillermo Brown, siendo incorporado a la escuadra republicana con el grado de sargento mayor de marina.

#### Campaña corsaria delBrandsen
En junio de 1827 recibió el mando del bergantín General Brandsen (8 cañones, 100 hombres) con el que zarpó de Buenos Aires el 23 de junio de 1827 rumbo a Ensenada de Barragan y Colonia del Sacramento.
El 25 de junio encontró en aguas de Colonia a las goletas brasileñas Príncipe Imperial (14 cañones, 130 hombres) e Isabella (5 cañones). Tras rendir a la Isabella persiguió a la Príncipe Imperial hasta cerca de Montevideo sin conseguir alcanzarla.
El 4 de julio combatió con una goleta que alcanzó a embicar la costa. Abandonó el estuario del Río de la Plata rumbo al litoral brasileño para iniciar operaciones de corso.
El 21 de julio apresó la sumaca Bon Jesús en viaje de Bahía a Rio Grande do Sul con carga de sal y otros artículos. El 25 capturó el bergantín San Antonio Vencedor y el 27 a la sumaca Nova Pastora, en viaje de Pernambuco a Río con carga de sal y hierro, a la que quemó tras transbordar carga y tripulación. Ese mismo día cañoneó al bergantín Nueva Despique.
El 1 de agosto apresó cerca de Cabo Frío al bergantín portugués Invencible, primero que remitió al tribunal de presas de Buenos Aires. El 2 apresó al bergantín Príncipe Imperial, procedente de Oporto con destino a Río de Janeiro, y a la sumaca Trajan.
Al acudir en auxilio del bergantín inglés Blossom, que encontró varado, De Kay tuvo noticias de que se había despachado en su persecución una corbeta de 24 cañones y un bergantín de 11.
En la tarde del 11 de agosto enfrentó frente a la Ilha dos Abrolhos a los bergantines de guerra Flor de Verdade (14 cañones) y Princesa (14 cañones), mientras un mercante llamado Aurora permanecía a retaguardia de la línea imperial.
Tras averiar al Flor de Verdade, De Kay consiguió acoderarse al Princesa barriendo con una descarga su cubierta que la forzó a rendirse. De Kay, sin enviar una tripulación de presa, se lanzó rápidamente tras el Flor de Verdade que tras una hora de persecución también se rindió. El Princesa había aprovechado para escapar al igual que el Aurora.
Tras despachar el Flor de Verdade a Buenos Aires bajo el mando de Guillermo Pierce, la tripulación del Brandsen quedaba reducida a unos 50 hombres.
El 13 de agosto detuvo a la sumaca Minerva embarcando a los prisioneros. El 17 de agosto apresó a la sumaca Estandarte Venturoso con un rico cargamento y el 18 entró bajo bandera francesa a repararse y refrescar víveres al puerto de Camamú, donde destruyó una batería de cinco cañones y zarpó el día 19.
El 20 de agosto apresó la sumaca Faisca, en ruta de Bahía a Río de Janeiro, a la que envió a Buenos Aires con dotación de presa. Seguidamente capturó la sumaca Santa Ana, la Saudade do Sul (23 de agosto) y la San José (24 de agosto), correo entre Bahía y Río de Janeiro con carga y 50 esclavos a bordo. De Kay transbordó la carga y detuvo al capitán y primer oficial, pero liberó al navío con su tripulación bajo palabra de liberar a los esclavos al llegar a tierra.

##### Captura delCacique
El 8 de septiembre capturó la sumaca San Antonio Valeroso, con valiosa carga, y a la goleta Santa Cruz. Al amanecer del 9 de septiembre, avistó frente a Pernambuco al bergantín de guerra Cacique (18 cañones y 122 tripulantes) que salía a su encuentro.
Pese a la inferioridad de su artillería y a que su tripulación se hallaba reducida a 45 hombres De Kay aceptó el combate, que comenzó a media tarde. A las 15.30 horas "el enemigo se aguantaba con la verga mayor abatida" pero conseguía llegar a tiro de fusil de la Brandsen y efectuar una descarga por babor que no produjo mayores averías al Brandsen.
El comandante del Cacique, Jorge Manson, reconoció entonces "que el descontento prevalecía entre los extranjeros, viéndolos apuntar al aire la artillería, y que los brasileños estaban asustados".
De Kay respondió entonces con una andanada de estribor que no tuvo mejor suerte y fue respondida por otra igualmente ineficaz de su adversario mientras el Brandsen maniobraba colocando su amura de babor sobre la aleta de estribor del Cacique. Tras conseguir engancharlo para el abordaje, De Kay ordenó antes "sostener el fuego de fusilería especialmente asestado contra los oficiales al que agregó el de alguna carronada que debía disparar en forma que el tiro cruzara oblicuamente la cubierta contraria (...) que presentaba un espectáculo penoso; tendidos sobre ella numerosos muertos y heridos; pero los soldados alemanes que la tripulaban sostenían un enérgico fuego de mosquetería, desgraciadamente certero, desde las vergas, palos, perchas y de todo lo que pudiera servirles de escudo o refugio."
La situación del Cacique era desesperada. Según el parte de Manson, en esa descarga final su "Segundo Piloto y cinco hombres fueron muertos; mi segundo al mando (Segundo-Tenente Carlos Frederico Xell), el Contramaestre y el oficial de cuarto al timón fueron mortalmente feridos, e todos murieron días después."
Finalmente De Kay se lanzó al abordaje seguido sólo de una docena de hombres y consiguió rendir la nave. Mason relataría: "En esta tristísima situación, no teniendo un solo oficial para ayudarme y siendo incapaz de hacer resistencia en virtud del abandono de los extranjeros, y hallándose el resto de la tripulación con terror e pánico, el enemigo tomó posesión del navío y los extranjeros casi unánimemente se pasaron".
De Kay se negó a recibirle la espada del comandante Jorge Manson, herido en la lucha, "en homenaje al valor heroico con que había defendido su bandera".
De Kay tenía varias heridas por lo que tras asegurar a los prisioneros y confiar el Cacique al teniente 2.º Juan Gray, se "dirigió a la cámara (de la nave capturada) y, envuelto en la bandera prisionera que acababan de entregarle, se arrojó sobre un sofá". Recuperado De Kay regresó a su buque y fue "ardorosamente aclamado" por su tripulación.
En la tarde del 16 de septiembre mientras ambas naves marchaban con rumbo N.E., el marinero Miguel Morán denunció a Gray un complot para asesinar a los oficiales del buque de acuerdo con la tripulación del Brandsen. Gray detuvo a los cabecillas Roberto Sampson y Carlos Bowan quienes se negaron a denunciar a sus cómplices. Gray fusiló a uno y persistiendo el otro en su actitud lo ejecutó también. Hecho, "el Cacique llamó avisando haberse sublevado los voluntarios de a bordo, siendo sometidos y fusilados los cabecillas Roberto Sampson y Carlos Bowan".
Enloquecido, el 18 de septiembre Gray organizó un pelotón de fusilamiento sobre la segunda cubierta y, mientras recostado en un cañón amenazaba con dos pistolas a su segundo, al contramaestre y al condestable, hizo subir uno a uno a los prisioneros sospechosos de complicidad haciéndolos fusilar. Tras ejecutar un número que según las fuentes varía entre 7 y 15 hombres, una de sus víctimas se arrojó sobre él, lo abrazó fuertemente y en el forcejeo resbaló y se precipitó al mar.
Al arriar el bote para salvarlo, once hombres cayeron también a las aguas, por lo que los sobrevivientes hicieron desesperadas señales al Brandsen. De Kay se aproximó y mientras despachaba a su condestable Eduardo Roarke para hacerse cargo del Cacique, consiguió rescatar a nueve de los marineros.

##### Última etapa de la campaña
Con averías en ambas naves, escaso de tripulación y de víveres, De Kay resolvió dirigirse a las Antillas, fondeando el 13 de octubre en San Eustaquio. Reunido con el Cacique, se dirigió a Nueva York arribando el 29 de diciembre. Allí recibió noticias de que el cónsul brasileño había conseguido una orden para detener sus buques bajo el cargo de piratería por lo que zarpó nuevamente en la noche del 2 de enero de 1827.
El 13 de enero De Kay se separó con el Brandsen rumbo a las islas portuguesas de África donde capturó tres presas armadas, cuyos cañones fueron arrojados al mar a excepción de 12 buenas piezas de artillería que pasaron a engrosar la de su nave. El 15 de marzo se reencontró en la isla de San Antonio con la Cacique, que había efectuado su propia campaña de corso, capturando a la fragata Sacramento, mercante con rica carga, pero armada con 12 cañones.
Tras detener y visitar numerosas naves neutrales, el 18 de marzo capturó el bergantín portugués Resoluçao cuya carga incluía un cajón de espadas. El 27 de marzo volvió a San Antonio para aprovisionarse. Allí visitó al gobernador de la isla y lo "burló con el obsequio de una bandera argentina que le hizo creer era el nuevo pabellón de Portugal".
En abril combatió y rindió frente a Bahía al bergantín Principe, de 10 cañones. El 11 de mayo capturó al bergantín Cooperaçao decomisaron cajones con fusiles y sables y trescientos barriles de pólvora.
Finalmente, De Kay despachó al Cacique a Carmen de Patagones y enfiló al Río de la Plata.

#### La batalla del Brandsen
De regreso tras su exitoso crucero, en la mañana del 16 de junio de 1828 De Kay procuraba acceder con el Brandsen al canal sur del puerto de Buenos Aires cuando fue interceptado por una reducida división de la escuadra bloqueadora brasileña al mando de James Norton, encabezada por el bergantín Níger.
De inmediato De Kay puso rumbo al puerto alternativo de Ensenada de Barragan pero varó sobre un banco a la altura de Monte Santiago, afortunadamente al alcance de los fuegos de una de las baterías de Ensenada. Un primer intento de abordaje de los imperiales fracasó y se vieron obligados a retirarse dejando varado al bergantín goleta Constanza.
El Brandsen resistió hasta agotar sus municiones. Desarbolado, varado y con graves averías, De Kay efectuó un cañonazo dirigido a la quilla de su propio buque para desfondarlo y desembarcó con la mayor parte de su dotación que siguió luchando desde las baterías emplazadas en la costa, mientras otros 25 hombres se mantenían a bordo cayendo 14 de ellos prisioneros de los brasileños cuando estos abordaron finalmente el buque.
El intercambio de artillería entre la batería y la flota imperial continuó hasta las 22. Por la noche los brasileños incendiaron los restos del Brandsen. Al amanecer un bote republicano se apoderó del varado Constanza y tomó prisionero a su comandante John Williams y a tres marineros, rescatando a quince prisioneros del Brandsen que permanecían a bordo.
Tras la destrucción del Brandsen, De Kay fue reconocido como teniente coronel y designado el 27 de agosto de 1828 para comandar la fragata La Nueva 25 de Mayo, ex Mathilde, de 400 t y alistada con 26 cañones.
El plan consistía en reunirse en el Salado al Cacique y al Rio Bamba para un nuevo corso contra el Brasil, pero las dificultades para reclutar personal y la firma de la paz impidieron concretarlo. La fragata recibió órdenes de llevar a Montevideo junto a la HMS Heron a los Comisionados intervinientes en el tratado pero mientras su comandante se encontraba en tierra la tripulación (120 de los 150 levados procedían de la cárcel) se amotinó, varó la nave y desertó.

### Turquía

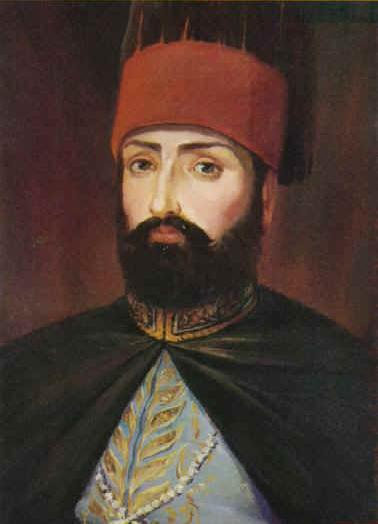
Mahmut II.

Finalizada la guerra y requerido por su hermano, en 1829 solicitó licencia del gobierno argentino para regresar a su patria.
Después de su derrota en la batalla de Navarino en octubre de 1827, el Imperio Otomano buscaba reconstruir su flota. Eckford, por su parte, se había visto envuelto en un escándalo por corrupción, por lo que deseando reconstruir fortuna y reputación se puso al servicio del gobierno otomano.
En junio de 1831 Eckford dejó Nueva York junto a su yerno y a George de Kay a bordo de la corbeta de 1000 t United States, armada de 26 cañones y recién terminada de construir en su astillero. En un rápido viaje, arribó a Constantinopla a mediados de agosto de 1831. El Sultan Mahmud II adquirió la nave que se incorporó a la armada otomana con el nombre Mesir-i Ferah.
Mahmud II contrató a Eckford para que construyera nuevos buques en los astilleros del Imperio Otomano y a su yerno como cirujano de a bordo, comisión que aprovechó para efectuar estudios sobre el cólera. Con rapidez, Eckford inició la construcción de una pequeña goleta, una fragata, un navío de 74 cañones y diseñó el navío de 128 cañones Mahmoudieh. Cuando Mahmud II, impresionado por su tarea, contemplaba la posibilidad de darle un alto rango imperial, Eckford enfermó de cólera y murió el 12 de noviembre de 1832. George de Kay y su hermano regresaron entonces a Nueva York con los restos de su protector a bordo de la barca Henry Eckford, segundo buque de ese nombre.

### Últimos años
En 1833 se casó con Janet Halleck Drake, hija del poeta Joseph Rodman Drake y de Sarah Eckford, otra de las hijas de su protector, estableciéndose inicialmente en Nueva York y luego en Washington D. C.
El 25 de marzo de 1846 al tomar conocimiento del Bloqueo anglo-francés del Río de la Plata, De Kay envió una carta al gobierno de la Confederación Argentina ofreciendo la construcción de una fragata impulsada a vapor de poco calado que la hiciera apta para ser utilizada en los bancos del Río de la Plata. La nave "construida siguiendo los principios de la arquitectura naval de Amesleys" tendría una eslora de 100 metros aproximadamente, "una velocidad mínima de 13 nudos", "con casco a prueba de metralla, y provista de los aparatos recientemente inventados para la destrucción del enemigo". El costo total previsto era de 432.451 dólares, cancelables en cinco cuotas. De Kay se ofrecía a cancelar una quinta parte del costo y pretendía el mando del buque, cuya construcción controlaría personalmente. El proyecto fue desechado y archivado por la Comandancia de Marina.
Durante la gran hambruna que azotó Irlanda en 1847, De Kay peticionó al Congreso de los Estados Unidos que se enviara a la patria de su madre un buque con alimentos, lo que fue aprobado despachándose con ese propósito a la fragata USS Macedonia que con una tripulación voluntaria al mando del mismo De Kay partió en el mes de junio con 12000 barriles de provisiones. "El bravo y noble De Kay, con una liberalidad que lo hace acreedor de la gratitud de Irlanda y la admiración del mndo", como título la prensa, contribuyó a la expedición de su propio peculio con más de £3000.
El comodoro George De Kay murió en la ciudad de Nueva York el 31 de enero de 1849. Su esposa quedó en la miseria con 7 hijos y en 1876 solicitó en vano la ayuda del gobierno argentino presidido entonces por Nicolás Avellaneda.
Una calle de la ciudad de Buenos Aires lleva su nombre desde 1960, al igual que una calle de Rosario (Argentina).
De sus hijos, Joseph Rodman Drake de Kay (1836-†1886) luchó en la Guerra de Secesión alcanzando el grado de teniente coronel, George Coleman (1842-†1862) sirvió como teniente de artillería muriendo en acción el 27 de julio de 1862, y Sidney de Kay (1845-1890), quien a la manera de su padre, joven aún huyó dejando sus estudios, sirvió en la infantería de su país alcanzando el grado de mayor durante la guerra civil, luchó en la guerra de Creta siendo gravemente herido dedicándose luego al ejercicio del derecho en su nación hasta su muerte. El menor de ellos, Charles DeKay (1848-†1935), fue un destacado lingüista, poeta, crítico y esgrimista, fundador del National Arts Club. Era el padre de la ilustradora y artista estadounidense Helena de Kay Gilder, cofundadora de la Sociedad de Artistas Estadounidenses.